# Lagoa do Areeiro
Lagoa do Areeiro ist ein Kratersee in Portugal auf der Azoren-Insel São Miguel im Kreis Vila Franca do Campo. Der See liegt im Krater des Pico Dona Guimar auf etwa 630 m Höhe über dem Meeresspiegel und ist zirka 0,5 ha groß.